# Baş Şirvan Kollektoru
Baş Şirvan Kollektoru är en kanal i Azerbajdzjan.   Den ligger i distriktet Şirvan, i den sydöstra delen av landet, 90 kilometer sydväst om huvudstaden Baku.
Omgivningarna runt Baş Şirvan Kollektoru är i huvudsak ett öppet busklandskap. Runt Baş Şirvan Kollektoru är det tätbefolkat, med 331 invånare per kvadratkilometer.